# Redwood Falls
Redwood Falls és una població dels Estats Units a l'estat de Minnesota. Segons el cens del 2000 tenia 5.459 habitants.

## Demografia
Segons el cens del 2000, Redwood Falls tenia 5.459 habitants, 2.266 habitatges, i 1.389 famílies. La densitat de població era de 450,4 habitants per km².
Dels 2.266 habitatges en un 30,1% hi vivien nens de menys de 18 anys, en un 49,2% hi vivien parelles casades, en un 9,2% dones solteres, i en un 38,7% no eren unitats familiars. En el 34,2% dels habitatges hi vivien persones soles el 16,5% de les quals corresponia a persones de 65 anys o més que vivien soles. El nombre mitjà de persones vivint en cada habitatge era de 2,29 i el nombre mitjà de persones que vivien en cada família era de 2,94.
Per edats la població es repartia de la següent manera: un 25% tenia menys de 18 anys, un 6,9% entre 18 i 24, un 25,6% entre 25 i 44, un 23,1% de 45 a 60 i un 19,3% 65 anys o més.
L'edat mediana era de 40 anys. Per cada 100 dones de 18 o més anys hi havia 87,1 homes.
La renda mediana per habitatge era de 38.812 $ i la renda mediana per família de 52.589 $. Els homes tenien una renda mediana de 31.776 $ mentre que les dones 24.085 $. La renda per capita de la població era de 22.279 $. Entorn del 5,3% de les famílies i el 7,5% de la població estaven per davall del llindar de pobresa.

## Poblacions més properes
El següent diagrama mostra les poblacions més properes.